# The Heart Throbs
The Heart Throbs es el nombre de un equipo de lucha libre profesional formado por Antonio Thomas y Roselli Romeo, que actualmente luchan en el circuito independiente. Thomas y Roselli se facturan por ser populares "con las damas", y por lo general ellas se acercan al ring mientras realizan movimientos pélvicos acompañados de la música de baile. Ellos son quizás más conocido por sus apariciones en la World Wrestling Entertainment.

## Carrera
Thomas y Roselli lucharon en la Eastern Wrestling Alliance y la Ohio Valley Wrestling (OVW) como "The Heart Throbs".

### World Wrestling Entertainment
En 2005, Thomas y Roselli fueron contratados por la World Wrestling Entertainment. The Heart Throbs hicieron su debut en la WWE el 18 de abril de 2005 en RAW, perdiendo ante los Campeones Mundiales en Parejas, William Regal y Tajiri. Ellos participaron en una lucha por el Campeonato Mundial en Parejas en Backlash, pero fueron nuevamente derrotados.
The Heart Throbs tuvieron mayor presencia en el programa B de Raw, Heat. Tuvieron un corto feudo con equipos conformados por Eugene y William Regal, Rosey & The Hurricane, y Val Venise y Viscera. En 2006, The Heart Throbs adquirieron una gran reacción de los fanes y comenzaron a entretener a la multitud juntándose a dos "chicas calientes" en el ring y hacer que bailaran. Durante la transmisión web de WWE Unlimited, donde The Heart Throbs se sentaban con los fanes,  terminó siendo un segmento "Kiss Cam", besando alguna chica que esté sentada cerca de ellos.
The Heart Throbs terminó su contrato en la WWE el 10 de febrero de 2006.

### Circuito independiente
Después de finalizar su contrato, han estado activos en escenarios de lucha independiente. Ellos han pasado tiempo trabajando juntos, así como compitiendo de forma individual, donde cada uno tiene una victoria sobre el otro, y dos combates fueron declarados sin ganador. Juntos han luchado frente a equipos como Lenny and Lodi y Sex and Violence. También lucharon ante los ex Campeones Mundiales en Pareja de la NWA, The Naturals.

### Total Nonstop Action Wrestling
Roselli y Thomas estaban detrás de bastidares en Final Resolution 2007, y lucharon ante los Riggs Brothers en las grabaciones televisadas de la TNA el 29 de enero de 2007. En Destination X del 11 de marzo de 2007, Roselli y Thomas, identificados como "The Heartbreakers" aparecieron como un equipo seleccionado por Christy Hemme para hacer frente a Voodoo Kin Mafia. The Heartbreakers fueron derrotados por Voodoo Kin Mafia. Fueron puestos en libertad meses después. Desde entonces, han trabajado en AWA Superstars.

## En lucha
- Movimientos finales
  - Heart Attack / Erectile Dysfunction (Double STO)

- Movimientos de firma
  - Double Russian legsweep

## Campeonatos y logros
- Eastern Wrestling Alliance
  - EWA Tag Team Champion (1 vez)